# La pista (concurso de televisión)
La pista es un reality de competición de baile colombiano que premió a bailarines que tenían la responsabilidad de reproducir famosas coreografías. El show presentaba las más imponentes coreografías de Broadway y esos ritmos populares y pintorescos que generan una impresionante identificación con el baile. En su primera temporada, tuvo como jurados a José Luis Rodríguez "El Puma", Fernán Martínez y Carolina Ramírez. Sus presentadores fueron Carolina Gómez y Carlos Vargas, y fue transmitido por el canal Caracol Televisión.

## Mecánica
En competencia estuvieron 16 equipos que tenían la misión de presentar el mejor show con las más recordadas coreografías de la historia. Para ello, cada grupo tenía un líder: un reconocido cantante colombiano que se encargaba de coordinar el montaje de sus bailarines y de interpretar la canción que se les asignaba.  
Diariamente se presentaban 4 equipos. Los aspectos que el jurado tenía en cuenta para determinar qué grupos avanzaban eran: el desempeño en el escenario, la interpretación y la coreografía, en últimas, un show impecable. Además cada semana se entregaba dinero en efectivo a los mejores equipos, la suma de estos premios alcanzó los 400 millones de pesos.

## Equipo del programa

### Presentadora
- Carolina Gómez: Actriz y presentadora.

### Jurado
- José Luis "El Puma" Rodríguez: Cantante, empresario y actor.
- Fernán Martínez: Mánager y periodista.
- Carolina Ramírez: Actriz y bailarina profesional.

## Resumen de equipos
– Ganadores.
     – 2.° Puesto.
     – 3.° Puesto.
     – 4.° Puesto.
     – Eliminados etapa 1 (Semana 1-8).
     – Eliminados etapa 2 (Semana 9-12).
| Equipos | Equipos | Equipos | Equipos |
| Checo Acosta | Yolanda Rayo | Carlos Mario Zabaleta | Maía |
| --- | --- | --- | --- |
| - Fluxus Dance - - Gabriel Vélez - - John Jairo Padilla - - Luz Karime Pacheco - - Mayra Ceballos - - Rubén Vanegas - - Vicente Imitola - - Viviana Mujica - - Yazmin Tobón - - Yorlan Granados - - Yuleidy Mesa | - Tango Vivo - - Brayan León - - Byron Torres - - Diana Fajardo - - Jair Granada - - Jenifert Arango - - Johanna Henao - - John Moncada - - Juan David Bedoya - - María Alejandra Sánchez - - Vanessa Hortua                  | - Somos Latinos - - Daiana Díaz - - Edinson Blanquicett - - Erika Ríos - - Javier Marrugo - - John Canabal - - Kelly Paternina - - Licette Rozo - - Manuel Dautt - - Muller Morillo - - Shirley de la Rosa                | - BNF - - Brayan Vargas - - Christian García - - Daniela Cuervo - - Danny Pérez - - Jessica López - - Katherine Molina - - María Paula Quiróz - - Sergio Rivas - - Sindy Pulgarín - -Yeison Pavas             |
| Sebastián Yepes | Adriana Lucía | Naty Botero | Dragón & Caballero |
| - Yeart - - Alexander Fonseca - - Álvaro Barrios - - Ana María Grosso - - Caroline Riveros - - Elianny Jiménez - - Erick Chacón - - Iván Gaitán - - Luis Gonzáles - - Maryi Castillo - - Yovanna Vargas          | - D-Three - - Kevin Adolfo Buritica “Kevin Bury” - - Camila Jiménez - - Daniela Barrero - - Fabián Ospina - - Germán Osorio - - Jairo Portilla - - Julieth Bonilla - - Marcia Castañeda - - Vanessa Giorgi - - Yeison Pardo   | - A4 Urban - - Angie Camelo - - Derly Bermúdez - - Edna López - - John Velandia - - Jorge Mayorga - - José Tunaroza - - Lizeth Zuluaga - - Pedro Maldonado - - Vivían Bustos - - Winston Longa                            | - Contra Danza - - Carlos Beltrán - - Cristina Muñoz - - Daniel Sierra - - Juan Rua - - Mauricio Giraldo - - Meliza Vélez - - Melissa Álvarez - - Natalia García - - Sara Montoya - - Víctor Paja Flórez      |
| Ilona | Carolina La O | Jerau | Danny Marín |
| - Dunkan - - Carlos Garzón - - Diana Martínez - - Giovanny Conde - - Giovanny Valencia - - Karol López - - Lucas Gutiérrez - - Marcela Osorio - - María José Herrera - - Nelson Martínez - - Susan Alvarado      | - A Puro Tango - - Adelaida Acosta - - Albeiro Quiroz - - Andrea Correo - - Andrés Felipe Urán - - Edwin Cárdenas - - Estefanía Arango - - Katherine Laiton - - Sebastián Restrepo - - Tania Guitiérrez - - Wilmar Gómez      | - Ritmo Extremo - - Any Atehortua - - Carmen Aguirre - - Juan Pierre Orrego - - Laura Zapata - - Lina Jaramillo - - Pedro Pablo Gutiérrez - - Róbinson García - - Sebastián Gallego - - Verónica Tobón - - Yonatan Puerta | - Salsa Viva - - Angélica Bedoya - - Huber Puentes - - Cristian Saa - - Danilo Carabali - - Diana Palacios - - Diego Ferrin - - Erika Lanzázuri - - Yesica Portilla - - Juan Quiñonez - - Luisa Collazos      |
| Adriana Bottina | Pipe Bueno | Charlie Cardona | Carolina Sabino |
| - Impacto - - Ángela Gómez - - Camilo Montoya - - Christian Espinoza - - Jaime Rincón - - Jhoan Castillón - - Kevin Buritica - - Mabel Escobar - - Natalia Alarcón - - Susana Osorio - - Yuri Umaña              | - Nueva Juventud - - Ángela Julieth Vargas - - Arnulfo Franco - - Cristian Fonseca - - Duvan Alejandro Torres - - Gabriela López - - Kelly Mina - - Laura Martínez - - Miguel Ángel Bastidas - - Paula Marín - - Andrés Reyes | - Miluzka - - Ángela Patiño - - Daniel Correa - - David Clavijo - - Karla Tibocha - - Laura Arango - - Laura Martínez - - Laura Vargas - - Luis Alfonso Agudelo - - Luis Miguel Tibocha - - Rando Castillo                | - Destellos - - Adriana Benedety - - Adrea Noguera - - Esteban Mier - - José Suárez - - Joseph Adrián Corona - - Laura Manotas - - María A. Borras - - Miguel Montes - - Stephany Bula - - Heriberto Luquetta |

## Participantes
| Entrenador            | Edad | Ocupación                   | Grupo          | Nacionalidad                              | Estado                      | Sentencias | Tiempo  |
| --------------------- | ---- | --------------------------- | -------------- | ----------------------------------------- | --------------------------- | ---------- | ------- |
| Pipe Bueno            | 21   | Cantante de música popular  | Nueva Juventud | Bandera de Colombia · Bandera de Colombia | Ganadores de La Pista       | 1          | 93 días |
| Maía                  | 30   | Cantante de pop             | BNF            | Bandera de Colombia · Bandera de Colombia | 2.° Lugar de La Pista       | 4          | 93 días |
| Naty Botero           | 33   | Cantante de pop             | A4 Urban       | Bandera de Colombia · Bandera de Colombia | 3.° Lugar de La Pista       | 5          | 91 días |
| Dragón y Caballero    | — 32 | Cantantes de reguetón       | Contra Danza   | Bandera de Colombia · Bandera de Colombia | 4.° Lugar de La Pista       | 7          | 89 días |
| Carlos Mario Zabaleta | 34   | Cantante de vallenato       | Somos Latinos  | Bandera de Colombia · Bandera de Colombia | 12.° Eliminados de La Pista | 6          | 84 días |
| Danny Marín           | 33   | Cantante de merengue        | Salsa viva     | Bandera de Colombia · Bandera de Colombia | 11.° Eliminados de La Pista | 3          | 79 días |
| Checo Acosta          | 47   | Cantante de música tropical | Fluxus Dance   | Bandera de Colombia · Bandera de Colombia | 10.° Eliminados de La Pista | 2          | 73 días |
| Adriana Bottina       | 35   | Cantante                    | Impacto        | Bandera de Colombia · Bandera de Colombia | 9.° Eliminados de La Pista  | 4          | 67 días |
| Carolina Sabino       | 35   | Cantante de pop latino      | Destellos      | Bandera de Colombia · Bandera de Colombia | 8.° Eliminados de La Pista  | 3          | 61 días |
| Adriana Lucía         | 30   | Cantante de vallenato       | D-Three        | Bandera de Colombia · Bandera de Colombia | 7.° Eliminados de La Pista  | 3          | 51 días |
| Charlie Cardona       | —    | Cantante                    | Miluzka        | Bandera de Colombia · Bandera de Colombia | 6.° Eliminados de La Pista  | 3          | 40 días |
| Ilona                 | 28   | Cantante                    | Dunkan         | Bandera de Colombia · Bandera de Colombia | 5.° Eliminados de La Pista  | 2          | 33 días |
| Carolina La O         | 33   | Cantante de salsa           | A Puro Tango   | Bandera de Colombia · Bandera de Colombia | 4.° Eliminados de La Pista  | 2          | 26 días |
| Yolanda Rayo          | 45   | Cantante                    | Tango Vivo     | Bandera de Colombia · Bandera de Colombia | 3.° Eliminados de La Pista  | 2          | 19 días |
| Sebastián Yepes       | 32   | Cantante de pop y rock      | Yeart          | Bandera de Colombia · Bandera de Colombia | 2.° Eliminados de La Pista  | 2          | 12 días |
| Jerau                 | 32   | Cantante de pop latino      | Ritmo extremo  | Bandera de Colombia · Bandera de Colombia | 1.° Eliminados de La Pista  | 1          | 5 días  |

## Tabla estadística
| Coach / Participante            | 01         | 02             | 03             | 04             | 05             | 06             | 07             | 08             | 09             | 10             | 11              | 12              | CF              | SF               | Final            | Total de nominaciones |
| ------------------------------- | ---------- | -------------- | -------------- | -------------- | -------------- | -------------- | -------------- | -------------- | -------------- | -------------- | --------------- | --------------- | --------------- | ---------------- | ---------------- | --------------------- |
| Pipe Bueno / Nueva Juventud     | Salvados   | Ganadores      | Ganadores      | Salvados       | Ganadores      | Salvados       | Nominados      | Ganadores      | Salvados       | Salvados       | Salvados        | Salvados        | Salvados        | Ganadores        | 63.4%            | 1                     |
| Maía / BNF                      | Salvados   | Salvados       | Ganadores      | Salvados       | Ganadores      | Nominados      | Ganadores      | Nominados      | Salvados       | Nominados      | Nominados       | Ganadores       | Ganadores       | Ganadores        | 36.6%            | 4                     |
| Naty Botero / A4 Urban          | Ganadores  | Salvados       | Ganadores      | Nominados      | Ganadores      | Ganadores      | Salvados       | Ganadores      | Nominados      | Nominados      | Ganadores       | Nominados       | Nominados       | 3.° Lugar        | Semifinalistas   | 5                     |
| D & C / Contra Danza            | Salvados   | Salvados       | Salvados       | Ganadores      | Nominados      | Salvados       | Ganadores      | Nominados      | Nominados      | Nominados      | Nominados       | Nominados       | 4.° Lugar       | Cuartofinalistas | Cuartofinalistas | 7                     |
| Carlos Zabaleta / Somos Latinos | Ganadores  | Nominados      | Salvados       | Nominados      | Salvados       | Ganadores      | Nominados      | Ganadores      | Ganadores      | Salvados       | Nominados       | Eliminados      | 12.° Eliminados | 12.° Eliminados  | 12.° Eliminados  | 6                     |
| Danny Marín / Salsa viva        | Ganadores  | Salvados       | Salvados       | Ganadores      | Ganadores      | Nominados      | Ganadores      | Ganadores      | Nominados      | Ganadores      | Eliminados      | 11.° Eliminados | 11.° Eliminados | 11.° Eliminados  | 11.° Eliminados  | 3                     |
| Checo Acosta / Fluxus Dance     | Salvados   | Ganadores      | Salvados       | Ganadores      | Nominados      | Salvados       | Salvados       | Salvados       | Salvados       | Eliminados     | 10.° Eliminados | 10.° Eliminados | 10.° Eliminados | 10.° Eliminados  | 10.° Eliminados  | 2                     |
| Adriana Bottina / Impacto       | Ganadores  | Nominados      | Salvados       | Salvados       | Nominados      | Ganadores      | Ganadores      | Nominados      | Eliminados     | 9.° Eliminados | 9.° Eliminados  | 9.° Eliminados  | 9.° Eliminados  | 9.° Eliminados   | 9.° Eliminados   | 4                     |
| Carolina Sabino / Destellos     | Nominados  | Salvados       | Salvados       | Ganadores      | Salvados       | Ganadores      | Nominados      | Eliminados     | 8.° Eliminados | 8.° Eliminados | 8.° Eliminados  | 8.° Eliminados  | 8.° Eliminados  | 8.° Eliminados   | 8.° Eliminados   | 3                     |
| Adriana Lucía / D-Three         | Salvados   | Ganadores      | Nominados      | Salvados       | Salvados       | Nominados      | Eliminados     | 7.° Eliminados | 7.° Eliminados | 7.° Eliminados | 7.° Eliminados  | 7.° Eliminados  | 7.° Eliminados  | 7.° Eliminados   | 7.° Eliminados   | 3                     |
| Charlie Cardona / Miluzka       | Salvados   | Salvados       | Nominados      | Nominados      | Salvados       | Eliminados     | 6.° Eliminados | 6.° Eliminados | 6.° Eliminados | 6.° Eliminados | 6.° Eliminados  | 6.° Eliminados  | 6.° Eliminados  | 6.° Eliminados   | 6.° Eliminados   | 3                     |
| Ilona / Dunkan                  | Salvados   | Nominados      | Ganadores      | Salvados       | Eliminados     | 5.° Eliminados | 5.° Eliminados | 5.° Eliminados | 5.° Eliminados | 5.° Eliminados | 5.° Eliminados  | 5.° Eliminados  | 5.° Eliminados  | 5.° Eliminados   | 5.° Eliminados   | 2                     |
| Carolina La O / A Puro Tango    | Salvados   | Ganadores      | Nominados      | Eliminados     | 4.° Eliminados | 4.° Eliminados | 4.° Eliminados | 4.° Eliminados | 4.° Eliminados | 4.° Eliminados | 4.° Eliminados  | 4.° Eliminados  | 4.° Eliminados  | 4.° Eliminados   | 4.° Eliminados   | 2                     |
| Yolanda Rayo / Tango Vivo       | Nominados  | Salvados       | Eliminados     | 3.° Eliminados | 3.° Eliminados | 3.° Eliminados | 3.° Eliminados | 3.° Eliminados | 3.° Eliminados | 3.° Eliminados | 3.° Eliminados  | 3.° Eliminados  | 3.° Eliminados  | 3.° Eliminados   | 3.° Eliminados   | 2                     |
| Sebastián Yepes / Yeart         | Nominados  | Eliminados     | 2.° Eliminados | 2.° Eliminados | 2.° Eliminados | 2.° Eliminados | 2.° Eliminados | 2.° Eliminados | 2.° Eliminados | 2.° Eliminados | 2.° Eliminados  | 2.° Eliminados  | 2.° Eliminados  | 2.° Eliminados   | 2.° Eliminados   | 2                     |
| Jerau / Ritmo extremo           | Eliminados | 1.° Eliminados | 1.° Eliminados | 1.° Eliminados | 1.° Eliminados | 1.° Eliminados | 1.° Eliminados | 1.° Eliminados | 1.° Eliminados | 1.° Eliminados | 1.° Eliminados  | 1.° Eliminados  | 1.° Eliminados  | 1.° Eliminados   | 1.° Eliminados   | 1                     |

     Grupo ganador de la noche.
     Grupo ganador de la semana.
     Grupo salvado.
     Nominados por el jurado (etapa 1) o por el público (etapa 2) y posteriormente salvados.
     Nominados por el jurado y posteriormente eliminados. (Etapa 1)
     Nominados por el público y posteriormente eliminados. (Etapa 2)
     Grupo ganador de La Pista.
     Grupo obtuvo el segundo lugar.
     Grupo obtuvo el tercer lugar.
     Grupo obtuvo el cuarto lugar.

## Seguimiento

### Semana 1
| Presentaciones: 4—8 de febrero        | Presentaciones: 4—8 de febrero         | Presentaciones: 4—8 de febrero |
| Coach / Grupo                         | Canción interpretada                   | Resultado                      |
| ------------------------------------- | -------------------------------------- | ------------------------------ |
| Maía / BNF                            | «Conga», Miami Sound Machine           | Salvados                       |
| Carlos Mario Zabaleta / Somos Latinos | «Gangnam Style», PSY                   | Ganadores                      |
| Yolanda Rayo / Tango Vivo             | «¿A quién le importa?», Thalía         | Nominados                      |
| Checo Acosta / Fluxus Dance           | «Sopa de caracol», Banda Blanca        | Salvados                       |
| Dragón y Caballero / Contra Danza     | «Latinos», Proyecto Uno                | Salvados                       |
| Adriana Lucía / D-Three               | «Amor a la mexicana», Thalía           | Salvados                       |
| Naty Botero / A4 Urban                | «No controles», Flans                  | Ganadores                      |
| Sebastián Yepes / Yeart               | «Ahora te puedes marchar», Luis Miguel | Nominados                      |
| Danny Marín / Salsa viva              | «Ave María», David Bisbal              | Ganadores                      |
| Carolina La O / A Puro Tango          | «Súbete a mi Moto», Menudo             | Salvados                       |
| Jerau / Ritmo extremo                 | «Fiesta en América», Chayanne          | Nominados                      |
| Ilona / Dunkan                        | «Fame», Irene Cara                     | Salvados                       |
| Carolina Sabino / Destellos           | «Aserejé», Las Ketchup                 | Nominados                      |
| Charlie Cardona / Miluzka             | «La Suavecita», La Sonora Dinamita     | Salvados                       |
| Adriana Bottina / Impacto             | «Azúcar amargo», Fey                   | Ganadores                      |
| Pipe Bueno / Nueva Juventud           | «Yo no fui», Pedro Fernández           | Salvados                       |
| Eliminación                           |                                        |                                |
| Yolanda Rayo / Tango Vivo             | «¿A quién le importa?», Thalía         | Salvados                       |
| Sebastián Yepes / Yeart               | «Ahora te puedes marchar», Luis Miguel | Salvados                       |
| Jerau / Ritmo extremo                 | «Fiesta en América», Chayanne          | Eliminados                     |
| Carolina Sabino / Destellos           | «Aserejé», Las Ketchup                 | Salvados                       |

### Semana 2
| Presentaciones: 11—15 de febrero      | Presentaciones: 11—15 de febrero                 | Presentaciones: 11—15 de febrero |
| Coach / Grupo                         | Canción interpretada                             | Resultado                        |
| ------------------------------------- | ------------------------------------------------ | -------------------------------- |
| Pipe Bueno / Nueva Juventud           | «El Pirulino», Pedro el Escamoso                 | Ganadores                        |
| Carolina Sabino / Destellos           | «Levantando las manos», El Símbolo               | Salvados                         |
| Charlie Cardona / Miluzka             | «Cachete, pechito y ombligo», King África        | Salvados                         |
| Adriana Bottina / Impacto             | «Pelo suelto», Gloria Trevi                      | Nominados                        |
| Danny Marín / Salsa viva              | «La copa de la vida», Ricky Martin               | Salvados                         |
| Ilona / Dunkan                        | «Que te la pongo», Garibaldi                     | Nominados                        |
| Carolina La O / A Puro Tango          | «Falsas esperanzas», Christina Aguilera          | Ganadores                        |
| Adriana Lucía / D-Three               | «Waka Waka (Esto es África)», Shakira            | Ganadores                        |
| Sebastián Yepes / Yeart               | «Vuela, vuela», Magneto                          | Nominados                        |
| Dragón y Caballero / Contra Danza     | «Mover el Coolo», Illya Kuryaki & The Valderrama | Salvados                         |
| Naty Botero / A4 Urban                | «Volare», Domenico Modugno                       | Salvados                         |
| Checo Acosta / Fluxus Dance           | «Palo Bonito», Chayanne                          | Ganadores                        |
| Maía / BNF                            | «Claridad», Menudo                               | Salvados                         |
| Carlos Mario Zabaleta / Somos Latinos | «Suavemente», Elvis Crespo                       | Nominados                        |
| Yolanda Rayo / Tango Vivo             | «Fiesta», Raffaella Carrà                        | Salvados                         |
| Eliminación                           |                                                  |                                  |
| Adriana Bottina / Impacto             | «Pelo suelto», Gloria Trevi                      | Salvados                         |
| Ilona / Dunkan                        | «Que te la pongo», Garibaldi                     | Salvados                         |
| Sebastián Yepes / Yeart               | «Vuela, vuela», Magneto                          | Eliminados                       |
| Carlos Mario Zabaleta / Somos Latinos | «Suavemente», Elvis Crespo                       | Salvados                         |

### Semana 3
| Presentaciones: 18—22 de febrero  | Presentaciones: 18—22 de febrero        | Presentaciones: 18—22 de febrero |
| Coach / Grupo                     | Canción interpretada                    | Resultado                        |
| --------------------------------- | --------------------------------------- | -------------------------------- |
| Adriana Lucía / D-Three           | «Chorando se foi», Kaoma                | Nominados                        |
| Dragón y Caballero / Contra Danza | «Lo Que No Sabes Tú», Chino & Nacho     | Salvados                         |
| Naty Botero / A4 Urban            | «Jailhouse Rock», Elvis Presley         | Ganadores                        |
| Carlos Zabaleta / Somos Latinos   | «El baile del Perrito», Wilfrido Vargas | Salvados                         |
| Maía / BNF                        | «Ilari E», Xuxa                         | Ganadores                        |
| Checo Acosta / Fluxus Dance       | «Vuelvo a Vivir Vuelvo a Cantar», Sabu  | Salvados                         |
| Yolanda Rayo / Tango Vivo         | «¿Qué Te Pasa?», Yuri                   | Nominados                        |
| Ilona / Dunkan                    | «La bamba», Diversos                    | Ganadores                        |
| Carolina La O / A Puro Tango      | «Tú La Tienes que Pagar», Natusha       | Nominados                        |
| Danny Marín / Salsa viva          | «Tiempo de vals», Chayanne              | Salvados                         |
| Pipe Bueno / Nueva Juventud       | «Ai Se Eu te Pego», Michel Teló         | Ganadores                        |
| Adriana Bottina / Impacto         | «Suerte», Shakira                       | Salvados                         |
| Charlie Cardona / Miluzka         | «Este Ritmo se Baila Así», Chayanne     | Nominados                        |
| Carolina Sabino / Destellos       | «Vamos pa’ la Conga», Ricardo Montaner  | Salvados                         |
| Eliminación                       |                                         |                                  |
| Adriana Lucía / D-Three           | «Chorando se foi», Kaoma                | Salvados                         |
| Yolanda Rayo / Tango Vivo         | «¿Qué Te Pasa?», Yuri                   | Eliminados                       |
| Carolina La O / A Puro Tango      | «Tú La Tienes que Pagar», Natusha       | Salvados                         |
| Charlie Cardona / Miluzka         | «Este Ritmo se Baila Así», Chayanne     | Salvados                         |

### Semana 4
| Presentaciones: 25 de febrero—1 de marzo | Presentaciones: 25 de febrero—1 de marzo | Presentaciones: 25 de febrero—1 de marzo |
| Coach / Grupo                            | Canción interpretada                     | Resultado                                |
| ---------------------------------------- | ---------------------------------------- | ---------------------------------------- |
| Pipe Bueno / Nueva Juventud              | «Obsesión», Anthony Santos               | Salvados                                 |
| Carolina Sabino / Destellos              | «El Baile del Gorila», Melody            | Ganadores                                |
| Charlie Cardona / Miluzka                | «Danza kuduro», Don Omar & Lucenzo       | Nominados                                |
| Adriana Bottina / Impacto                | «La Media María», Verónica Medina        | Salvados                                 |
| Dragón y Caballero / Contra Danza        | «Atrévete-te-te», Calle 13               | Ganadores                                |
| Naty Botero / A4 Urban                   | «Caliente Caliente», Raffaella Carrà     | Nominados                                |
| Adriana Lucía / D-Three                  | «Macarena», Los del Río                  | Salvados                                 |
| Danny Marín / Salsa viva                 | «Carrapicho», Carrapicho                 | Ganadores                                |
| Carolina La O / A Puro Tango             | «Será Que No Me Amas», Luis Miguel       | Nominados                                |
| Ilona / Dunkan                           | «Juntos», Paloma San Basilio             | Salvados                                 |
| Maía / BNF                               | «Material Girl», Madonna                 | Salvados                                 |
| Checo Acosta / Fluxus Dance              | «El Tiburón», Proyecto Uno               | Ganadores                                |
| Carlos Zabaleta / Somos Latinos          | «Mayonesa», Chocolate Latino             | Nominados                                |
| Eliminación                              |                                          |                                          |
| Charlie Cardona / Miluzka                | «Danza kuduro», Don Omar & Lucenzo       | Salvados                                 |
| Naty Botero / A4 Urban                   | «Caliente Caliente», Raffaella Carrà     | Salvados                                 |
| Carolina La O / A Puro Tango             | «Será Que No Me Amas», Luis Miguel       | Eliminados                               |
| Carlos Zabaleta / Somos Latinos          | «Mayonesa», Chocolate Latino             | Salvados                                 |

### Semana 5
| Presentaciones: 4—8 de marzo      | Presentaciones: 4—8 de marzo          | Presentaciones: 4—8 de marzo |
| Coach / Grupo                     | Canción interpretada                  | Resultado                    |
| --------------------------------- | ------------------------------------- | ---------------------------- |
| Adriana Lucía / D-Three           | «El baile del Sua Sua», Kinito Méndez | Salvados                     |
| Naty Botero / A4 Urban            | «I Feel Good», James Brown            | Ganadores                    |
| Dragón y Caballero / Contra Danza | «Salta», King África                  | Nominados                    |
| Pipe Bueno / Nueva Juventud       | «Thriller», Michael Jackson           | Ganadores                    |
| Charlie Cardona / Miluzka         | «La Chica Gomela», Los Tupamaros      | Salvados                     |
| Adriana Bottina / Impacto         | «Hombres al borde de un ataque», Yuri | Nominados                    |
| Checo Acosta / Fluxus Dance       | «El Baile del Mono», Wilfrido Vargas  | Nominados                    |
| Maía / BNF                        | «Single Ladies», Beyoncé              | Ganadores                    |
| Carlos Zabaleta / Somos Latinos   | «Amante bandido», Miguel Bosé         | Salvados                     |
| Danny Marín / Salsa viva          | «El Caballito», Carlos Vives          | Ganadores                    |
| Carolina Sabino / Destellos       | «Tamarindo Seco», Joe Arroyo          | Salvados                     |
| Ilona / Dunkan                    | «Karma Chameleon», Culture Club       | Nominados                    |
| Eliminación                       |                                       |                              |
| Dragón y Caballero / Contra Danza | «Salta», King África                  | Salvados                     |
| Adriana Bottina / Impacto         | «Hombres al borde de un ataque», Yuri | Salvados                     |
| Checo Acosta / Fluxus Dance       | «El Baile del Mono», Wilfrido Vargas  | Salvados                     |
| Ilona / Dunkan                    | «Karma Chameleon», Culture Club       | Eliminados                   |

### Semana 6
| Presentaciones: 11—15 de marzo    | Presentaciones: 11—15 de marzo             | Presentaciones: 11—15 de marzo |
| Coach / Grupo                     | Canción interpretada                       | Resultado                      |
| --------------------------------- | ------------------------------------------ | ------------------------------ |
| Pipe Bueno / Nueva Juventud       | «Toda La Vida», Emmanuel                   | Salvados                       |
| Adriana Bottina / Impacto         | «Maniac», Michael Sembello                 | Ganadores                      |
| Charlie Cardona / Miluzka         | «El Meneaito», El General                  | Nominados                      |
| Naty Botero / A4 Urban            | «1 2 3», El Símbolo                        | Ganadores                      |
| Adriana Lucía / D-Three           | «Oye mi Canto», Gloria Estefan             | Nominados                      |
| Dragón y Caballero / Contra Danza | «El Baile del Pescado», Aldo Ranks         | Salvados                       |
| Checo Acosta / Fluxus Dance       | «La Bomba», Azul Azul                      | Salvados                       |
| Carlos Zabaleta / Somos Latinos   | «Mambo Number 5», Lu Bega                  | Ganadores                      |
| Maía / BNF                        | «Cachamba», Kinito Méndez                  | Nominados                      |
| Danny Marín / Salsa viva          | «La Dueña del Swing», Los Hermanos Rosario | Nominados                      |
| Carolina Sabino / Destellos       | «Dame Un Beso», Yuri                       | Ganadores                      |
| Eliminación                       |                                            |                                |
| Charlie Cardona / Miluzka         | «El Meneaito», El General                  | Eliminados                     |
| Adriana Lucía / D-Three           | «Oye mi Canto», Gloria Estefan             | Salvados                       |
| Maía / BNF                        | «Cachamba», Kinito Méndez                  | Salvados                       |
| Danny Marín / Salsa viva          | «La Dueña del Swing», Los Hermanos Rosario | Salvados                       |

### Semana 7
| Presentaciones: 18—26 de marzo    | Presentaciones: 18—26 de marzo                   | Presentaciones: 18—26 de marzo |
| Coach / Grupo                     | Canción interpretada                             | Resultado                      |
| --------------------------------- | ------------------------------------------------ | ------------------------------ |
| Dragón y Caballero / Contra Danza | «Very Very Well», Carlos Román y Su Sonora Valle | Ganadores                      |
| Adriana Lucía / D-Three           | «Quimbara», Celia Cruz                           | Nominados                      |
| Naty Botero / A4 Urban            | «Gloria», –                                      | Salvados                       |
| Pipe Bueno / Nueva Juventud       | «La Tanguita Roja», Oro Sólido                   | Nominados                      |
| Adriana Bottina / Impacto         | «Samba de Janeiro», Bellini                      | Ganadores                      |
| Maía / BNF                        | «Wannabe», Spice Girls                           | Ganadores                      |
| Checo Acosta / Fluxus Dance       | «Loco Mía», Loco Mía                             | Salvados                       |
| Carlos Zabaleta / Somos Latinos   | «El Baile de la Botella», Joe Luciano            | Nominados                      |
| Danny Marín / Salsa viva          | «Calimenio», BIP                                 | Ganadores                      |
| Carolina Sabino / Destellos       | «La Banana», Garibaldi                           | Nominados                      |
| Eliminación                       |                                                  |                                |
| Adriana Lucía / D-Three           | «Quimbara», Celia Cruz                           | Eliminados                     |
| Pipe Bueno / Nueva Juventud       | «La Tanguita Roja», Oro Sólido                   | Salvados                       |
| Carlos Zabaleta / Somos Latinos   | «El Baile de la Botella», Joe Luciano            | Salvados                       |
| Carolina Sabino / Destellos       | «La Banana», Garibaldi                           | Salvados                       |

### Semana 8
| Presentaciones: 1—5 de abril      | Presentaciones: 1—5 de abril                                       | Presentaciones: 1—5 de abril |
| Coach / Grupo                     | Canción interpretada                                               | Resultado                    |
| --------------------------------- | ------------------------------------------------------------------ | ---------------------------- |
| Carolina Sabino / Destellos       | «Chipi Chipi», Charly García                                       | Nominados                    |
| Danny Marín / Salsa viva          | «Aguanile», Marc Anthony                                           | Ganadores                    |
| Pipe Bueno / Nueva Juventud       | «Morena de mi corazón», Los Lobos                                  | Ganadores                    |
| Adriana Bottina / Impacto         | «Cutibili Pacha», Ricarena                                         | Nominados                    |
| Maía / BNF                        | «You're the One That I Want», John Travolta con Olivia Newton-John | Nominados                    |
| Carlos Zabaleta / Somos Latinos   | «Pata Pata», Miriam Makeba                                         | Ganadores                    |
| Checo Acosta / Fluxus Dance       | «Simarik/ Beso Turco», Tarkan                                      | Salvados                     |
| Dragón y Caballero / Contra Danza | «El Grillero», Proyecto Uno                                        | Nominados                    |
| Naty Botero / A4 Urban            | «Que le Pasa a Lupita», Varios                                     | Ganadores                    |
| Eliminación                       |                                                                    |                              |
| Carolina Sabino / Destellos       | «Chipi Chipi», Charly García                                       | Eliminados                   |
| Adriana Bottina / Impacto         | «Cutibili Pacha», Ricarena                                         | Salvados                     |
| Maía / BNF                        | «You're the One That I Want», John Travolta con Olivia Newton-John | Salvados                     |
| Dragón y Caballero / Contra Danza | «El Grillero», Proyecto Uno                                        | Salvados                     |

### Semana 9
| Shows en vivo I: Lunes 8 de abril | Shows en vivo I: Lunes 8 de abril | Shows en vivo I: Lunes 8 de abril    | Shows en vivo I: Lunes 8 de abril |
| Duelo                             | Coach / Grupo                     | Canción interpretada                 | Resultado                         |
| --------------------------------- | --------------------------------- | ------------------------------------ | --------------------------------- |
| #1                                | Danny Marín / Salsa viva          | «Los Charcos», Fruko y sus Tesos     | Ganadores                         |
| #1                                | Naty Botero / A4 Urban            | «Los Charcos», Fruko y sus Tesos     | Perdedores                        |
| #2                                | Pipe Bueno / Nueva Juventud       | «El Gusanito», Organización Magallón | Ganadores                         |
| #2                                | Dragón y Caballero / Contra Danza | «El Gusanito», Organización Magallón | Perdedores                        |
| #3                                | Maía / BNF                        | «On The Floor», Jennifer Lopez       | Ganadores                         |
| #3                                | Carlos Zabaleta / Somos Latinos   | «On The Floor», Jennifer Lopez       | Perdedores                        |
| #4                                | Checo Acosta / Fluxus Dance       | «Taqui Taqui», Los Ilegales          | Perdedores                        |
| #4                                | Adriana Bottina / Impacto         | «Taqui Taqui», Los Ilegales          | Ganadores                         |

| Shows en vivo II y III: 9—10 de abril   | Shows en vivo II y III: 9—10 de abril | Shows en vivo II y III: 9—10 de abril |
| Coach / Grupo                           | Canción interpretada                  | Resultado                             |
| --------------------------------------- | ------------------------------------- | ------------------------------------- |
| Maía / BNF                              | «Burundanga», Celia Cruz              | Salvados                              |
| Naty Botero / A4 Urban                  | «Party Rock Anthem», LMFAO            | Nominados                             |
| Carlos Zabaleta / Somos Latinos         | «Matador», Los Fabulosos Cadillacs    | Salvados                              |
| Danny Marín / Salsa viva                | «El Venao», Los Cantantes             | Nominados                             |
| Pipe Bueno / Nueva Juventud             | «Livi’n la Vida Loca», Ricky Martin   | Salvados                              |
| Checo Acosta / Fluxus Dance             | «Mesa Que Mas Aplauda», Clímax        | Salvados                              |
| Adriana Bottina / Impacto               | «Funky Town», Lipps Inc               | Nominados                             |
| Dragón y Caballero / Contra Danza       | «Sigan al Líder», SBS                 | Nominados                             |
| Show de eliminación: Jueves 11 de abril |                                       |                                       |
| Danny Marín / Salsa viva                | «El Venao», Los Cantantes             | Salvados                              |
| Naty Botero / A4 Urban                  | «Party Rock Anthem», LMFAO            | Salvados                              |
| Dragón y Caballero / Contra Danza       | «Sigan al Líder», SBS                 | Salvados                              |
| Adriana Bottina / Impacto               | «Funky Town», Lipps Inc               | Eliminados                            |

### Semana 10
| Shows en vivo V: Viernes 12 de abril | Shows en vivo V: Viernes 12 de abril | Shows en vivo V: Viernes 12 de abril | Shows en vivo V: Viernes 12 de abril |
| Duelo                                | Coach / Grupo                        | Canción interpretada                 | Resultado                            |
| ------------------------------------ | ------------------------------------ | ------------------------------------ | ------------------------------------ |
| #1                                   | Pipe Bueno / Nueva Juventud          | «Fuego»                              | Ganadores                            |
| #1                                   | Maía / BNF                           | «Fuego»                              | Perdedores                           |
| #2                                   | Naty Botero / A4 Urban               | «El Aventurero»,                     | Perdedores                           |
| #2                                   | Carlos Zabaleta / Somos Latinos      | «El Aventurero»,                     | Ganadores                            |
| #3                                   | Dragón y Caballero / Contra Danza    | «It's Raining Men»,                  | Ganadores                            |
| #3                                   | Danny Marín / Salsa viva             | «It's Raining Men»,                  | Perdedores                           |

| Shows en vivo VI y VII: 15—16 de abril     | Shows en vivo VI y VII: 15—16 de abril | Shows en vivo VI y VII: 15—16 de abril |
| Coach / Grupo                              | Canción interpretada                   | Resultado                              |
| ------------------------------------------ | -------------------------------------- | -------------------------------------- |
| Pipe Bueno / Nueva Juventud                | «Rica y Apretadita», El General        | Salvados                               |
| Checo Acosta / Fluxus Dance                | «Rosa Rosa», Sandro                    | Nominados                              |
| Dragón y Caballero / Contra Danza          | «Cotton Eye Joe», Rednex               | Nominados                              |
| Danny Marín / Salsa viva                   | «Abusadora», Wilfrido Vargas           | Salvados                               |
| Maía / BNF                                 | «FootLose», Blake Shelton              | Nominados                              |
| Naty Botero / A4 Urban                     | «The Anthem», Good Charlotte           | Nominados                              |
| Carlos Zabaleta / Somos Latinos            | «Go Pato», Pato Banton                 | Salvados                               |
| Show de eliminación: Miércoles 17 de abril |                                        |                                        |
| Coach / Grupo                              | Canción interpretada                   | Resultado                              |
| Checo Acosta / Fluxus Dance                | «Rosa Rosa», Sandro                    | Eliminados                             |
| Dragón y Caballero / Contra Danza          | «Cotton Eye Joe», Rednex               | Salvados                               |
| Maía / BNF                                 | «FootLose», Blake Shelton              | Salvados                               |
| Naty Botero / A4 Urban                     | «The Anthem», Good Charlotte           | Salvados                               |

### Semana 11
| Shows en vivo IX: Jueves 18 de abril | Shows en vivo IX: Jueves 18 de abril | Shows en vivo IX: Jueves 18 de abril | Shows en vivo IX: Jueves 18 de abril |
| Duelo                                | Coach / Grupo                        | Canción interpretada                 | Resultado                            |
| ------------------------------------ | ------------------------------------ | ------------------------------------ | ------------------------------------ |
| #1                                   | Dragón y Caballero / Contra Danza    | «Ghostbuster»                        | Ganadores                            |
| #1                                   | Danny Marín / Salsa viva             | «Ghostbuster»                        | Perdedores                           |
| #2                                   | Maía / BNF                           | «Rompe»                              | Ganadores                            |
| #2                                   | Naty Botero / A4 Urban               | «Rompe»                              | Perdedores                           |
| #3                                   | Carlos Zabaleta / Somos Latinos      | «El Gato Volador»                    | Perdedores                           |
| #3                                   | Pipe Bueno / Nueva Juventud          | «El Gato Volador»                    | Ganadores                            |

| Shows en vivo X y XI: 19—22 de abril    | Shows en vivo X y XI: 19—22 de abril | Shows en vivo X y XI: 19—22 de abril |
| Coach / Grupo                           | Canción interpretada                 | Resultado                            |
| --------------------------------------- | ------------------------------------ | ------------------------------------ |
| Naty Botero / A4 Urban                  | «Apágame La Vela», Los Melódicos     | Salvados                             |
| Maía / BNF                              | «Y Yo Sigo Aquí», Paulina Rubio      | Nominados                            |
| Danny Marín / Salsa viva                | «Sube las manos pa' arriba», Pitbull | Nominados                            |
| Pipe Bueno / Nueva Juventud             | «Chacarrón Macarrón», El Mudo        | Salvados                             |
| Dragón y Caballero / Contra Danza       | «Mueve Mami», La Factoría            | Nominados                            |
| Carlos Zabaleta / Somos Latinos         | «Woman del Callao», Juan Luis Guerra | Nominados                            |
| Show de eliminación: Martes 23 de abril |                                      |                                      |
| Coach / Grupo                           | Canción interpretada                 | Resultado                            |
| Maía / BNF                              | «Y Yo Sigo Aquí», Paulina Rubio      | Salvados                             |
| Danny Marín / Salsa viva                | «Sube las manos pa' arriba», Pitbull | Eliminados                           |
| Dragón y Caballero / Contra Danza       | «Mueve Mami», La Factoría            | Salvados                             |
| Carlos Zabaleta / Somos Latinos         | «Woman del Callao», Juan Luis Guerra | Salvados                             |

### Semana 12
| Shows en vivo XIII: Miércoles 24 de abril | Shows en vivo XIII: Miércoles 24 de abril | Shows en vivo XIII: Miércoles 24 de abril | Shows en vivo XIII: Miércoles 24 de abril |
| Duelo                                     | Coach / Grupo                             | Canción interpretada                      | Resultado                                 |
| ----------------------------------------- | ----------------------------------------- | ----------------------------------------- | ----------------------------------------- |
| #1                                        | Maía / BNF                                | «La Malagueña»                            | Ganadores                                 |
| #1                                        | Naty Botero / A4 Urban                    | «La Malagueña»                            | Perdedores                                |
| #2                                        | Carlos Zabaleta / Somos Latinos           | «Hasta Abajo»                             | Perdedores                                |
| #2                                        | Pipe Bueno / Nueva Juventud               | «Hasta Abajo»                             | Ganadores                                 |

| Shows en vivo XIV y XV: 25—26 de abril | Shows en vivo XIV y XV: 25—26 de abril | Shows en vivo XIV y XV: 25—26 de abril |
| Coach / Grupo                          | Canción interpretada                   | Resultado                              |
| -------------------------------------- | -------------------------------------- | -------------------------------------- |
| Dragón y Caballero / Contra Danza      | «Fruit de la Passion»                  | Nominados                              |
| Pipe Bueno / Nueva Juventud            | «Las Tapas»                            | Salvados                               |
| Carlos Zabaleta / Somos Latinos        | «I Know You Want Me»                   | Nominados                              |
| Maía / BNF                             | «Mambo Rock»                           | Salvados                               |
| Naty Botero / A4 Urban                 | «Vogue»                                | Nominados                              |
| Show de eliminación: Lunes 29 de abril |                                        |                                        |
| Coach / Grupo                          | Canción interpretada                   | Resultado                              |
| Dragón y Caballero / Contra Danza      | «Fruit de la Passion»                  | Salvados                               |
| Carlos Zabaleta / Somos Latinos        | «I Know You Want Me»                   | Eliminados                             |
| Naty Botero / A4 Urban                 | «Vogue»                                | Salvados                               |

### Cuartos de final
| Shows en vivo XVII: Martes 30 de abril | Shows en vivo XVII: Martes 30 de abril | Shows en vivo XVII: Martes 30 de abril | Shows en vivo XVII: Martes 30 de abril |
| Duelo                                  | Coach / Grupo                          | Canción interpretada                   | Resultado                              |
| -------------------------------------- | -------------------------------------- | -------------------------------------- | -------------------------------------- |
| #1                                     | Pipe Bueno / Nueva Juventud            | «Magalenha»                            | Ganadores                              |
| #1                                     | Maía / BNF                             | «Magalenha»                            | Perdedores                             |
| #2                                     | Dragón y Caballero / Contra Danza      | «Chillando Goma»                       | Ganadores                              |
| #2                                     | Naty Botero / A4 Urban                 | «Chillando Goma»                       | Perdedores                             |

| Shows en vivo XVIII y XVIV: 2—3 de mayo | Shows en vivo XVIII y XVIV: 2—3 de mayo | Shows en vivo XVIII y XVIV: 2—3 de mayo |
| Coach / Grupo                           | Canción interpretada                    | Resultado                               |
| --------------------------------------- | --------------------------------------- | --------------------------------------- |
| Maía / BNF                              | «Quizás, Quizás, Quizás»                | Salvados                                |
| Naty Botero / A4 Urban                  | «Es Mentiroso»                          | Nominados                               |
| Pipe Bueno / Nueva Juventud             | «Limbo»                                 | Salvados                                |
| Dragón y Caballero / Contra Danza       | «Brinca La Cuerda»                      | Nominados                               |
| Show de eliminación: Lunes 6 de mayo    |                                         |                                         |
| Naty Botero / A4 Urban                  | «Es Mentiroso»                          | Salvados                                |
| Dragón y Caballero / Contra Danza       | «Brinca La Cuerda»                      | Eliminados                              |

### Semifinales
| Semifinal (Parte 1): Martes 7 de mayo    | Semifinal (Parte 1): Martes 7 de mayo | Semifinal (Parte 1): Martes 7 de mayo | Semifinal (Parte 1): Martes 7 de mayo |
| Coach / Grupo                            | Canción interpretada                  | Canción interpretada                  |                                       |
| ---------------------------------------- | ------------------------------------- | ------------------------------------- | ------------------------------------- |
| Naty Botero / A4 Urban                   | «The Anthem»                          | «The Anthem»                          |                                       |
| Maía / BNF                               | «Single Ladies (Put a Ring on It)»    | «Single Ladies (Put a Ring on It)»    |                                       |
| Pipe Bueno / Nueva Juventud              | «Yo No Fui»                           | «Yo No Fui»                           |                                       |
| Semifinal (Parte 2): Miércoles 8 de mayo |                                       |                                       |                                       |
| Naty Botero / A4 Urban                   | «Jailhouse Rock»                      | Eliminados                            |                                       |
| Maía / BNF                               | «—»                                   | Finalistas                            |                                       |
| Pipe Bueno / Nueva Juventud              | «Ai Se Eu Te Pego»                    | Finalistas                            |                                       |

### Final
| Final (Parte 1): Jueves 9 de mayo | Final (Parte 1): Jueves 9 de mayo        |
| Coach / Grupo                     | Canción interpretada                     |
| --------------------------------- | ---------------------------------------- |
| Maía / BNF                        | «Antídoto», Maía                         |
| Pipe Bueno / Nueva Juventud       | «Al son que me toquen bailo», Pipe Bueno |

| Final (Parte 2): Viernes 10 de mayo | Final (Parte 2): Viernes 10 de mayo | Final (Parte 2): Viernes 10 de mayo |
| Coach / Grupo                       | Canción interpretada                | Resultado                           |
| ----------------------------------- | ----------------------------------- | ----------------------------------- |
| Maía / BNF                          | «Y Yo Sigo Aquí»                    | 2.° Lugar                           |
| Pipe Bueno / Nueva Juventud         | «Rica y Apretadita»                 | 1.° Lugar                           |

## Audiencia
En su primer capítulo obtuvo un índice de audiencia de 16.3 puntos y 43.8% de share. El índice de audiencia promedio final del reality fue de 9.7 puntos.

## Versiones internacionales
El formato de televisión ha sido exportado en Italia.

### Ediciones extranjeras
| Leyenda:  |                             |
| Cancelado | Versión original (Colombia) |

| País     | Nombre   | Presentador(es) | Canal              | Ediciones y ganadores                         | Fecha de emisión                         | Página web                                                         |
| -------- | -------- | --------------- | ------------------ | --------------------------------------------- | ---------------------------------------- | ------------------------------------------------------------------ |
| Colombia | La Pista | Carolina Gómez  | Caracol Televisión | Temporada 1, 2013: Pipe Bueno, Nueva Juventud | 4 de febrero — 10 de mayo de 2013        | Web oficial                                                        |
| Italia   | La Pista | Flavio Insinna  | Rai 1              | Temporada 1, 2014: Amii Stewart, Virality     | 28 de marzo de 2014 —25 de abril de 2014 | Web oficial Archivado el 19 de octubre de 2014 en Wayback Machine. |